# Дьйордь Секереш
Дьйордь Секереш (угор. Szekeres György; 29 травня 1911 — 28 серпня 2005) — угорський і австралійський математик, кавалер ордена Австралії.

## Ранні роки
Секереш народився в Будапешті, який входив тоді до Австро-Угорської імперії, в єврейській сім'ї, яка займалася шкіряним бізнесом. Уже в школі продемонстрував неабиякі математичні здібності і любов до математики. Однак в силу практичних міркувань батьки наполягли на тому, щоб він вивчав хімію в Будапештському університеті технології і економіки. Отримавши диплом, він пропрацював шість років у Будапешті як хімік-аналітик. 1936 року одружився з математиком Естер Клейн. У цей період Секереш вже продуктивно займався математикою. Доведена ним разом з Палом Ердешем у 1935 році комбінаторна теорема про опуклі багатокутники названа «задачею зі щасливим кінцем» у зв'язку з його одруженням. Надалі Секереші були змушені тікати від нацизму в Китай, де Дьйордь влаштувався на роботу в Шанхаї. Там родина жила протягом Другої світової війни, японської окупації та початку комуністичної революції. У Шанхаї в них народився син Петер.

## Кар'єра
1948 року Секерешу запропонували посаду в університеті Аделаїди, Австралія, яку він з радістю прийняв. Після всіх труднощів він почав успішно займатися математикою. Через кілька років у Секерешів народилася дочка Джулі. 1963 року сім'я переїхала в Сідней, де Секереш отримав посаду в університеті Нового Південного Уельсу і продовжував викладати там до виходу на пенсію в 1975 році. Крім викладання і математичних досліджень він багато часу приділяв підготовці завдань для шкільних математичних олімпіад, які проводилися його університетом, і для щорічних конкурсів, які проводило математичне товариство університету Сіднея.
Все життя Секереш працював у тісній співпраці з багатьма видатними математиками, зокрема з Палом Ердешем, Палом Тураном, Белою Боллобашем, Рональдом Гремом, Альфредом ван дер Портеном, Міклошем Лацковичем і Джоном Коатесом.

## Особисте життя
Задача зі щасливим кінцем, названа так Палом Ердешем у зв'язку з подальшим весіллям Дьйордя, показує наскільки нерозривно математика була пов'язана з життям Секереша. 1933 року Дьйордь і кілька інших студентів часто зустрічалися в Будапешті на математичних семінарах. На одній з цих зустрічей Естер Клейн запропонувала задачу:
Дано п'ять точок на площині в загальному положенні. Довести, що чотири з них є вершинами опуклого багатокутника.
Дозволивши Секерешу, Ердешу й іншим учасникам деякий час поламати голову, Естер пояснила своє нескладне доведення. Згодом Дьйордь і Пал опублікували статтю з узагальненням її результату. Ця робота була оригінальним розвитком теорії Рамсея і фундаментальним результатом комбінаторної геометрії.
Дьйордь і Естер померли в один день протягом однієї години 28 серпня 2005 року в Аделаїді, Австралія.

## Нагороди
- 1968 року отримав медаль Томаса Ранкена Ліля[en] академії наук Австралії.
- 2001 року до його 90-річчя університетом Нового Південного Уельсу було видано ювілейну збірку[en].
- 2001 року його нагородили австралійською медаллю століття[en] «за служіння австралійському народу і науці».[6]
- 2001 року австралійське математичне товариство[en] заснувало на його честь медаль Дьйордя Секереша[en].
- 2002 року він став кавалером ордена Австралії «за служіння математиці і науці, за видатний внесок в освіту і дослідження, в розвиток математичних олімпіад університету Нового Південного Уельсу і формування австралійської математичної олімпіадної команди».[7]